# Леонова, Ольга Васильевна
Ольга Васильевна Леонова (позже Леонова-фон Ланге (англ. Leonova-von Lange); fl. 1890—1910) — российский эмбриолог и врач, известная своими исследованиями врожденных заболеваний, в частности, поражающих глаза и конечности. Вместе со Станиславой Поплавской, польским нейробиологом, Леонова была первой женщиной, которая работала в лаборатории Константина фон Монакова, (Институт исследования мозга Цюрихского университета). Леонова также занималась исследованиями в передовых лабораториях нейробиологии Императорского университета Москвы и в США. Ее исследования начались с изучения мертворожденных младенцев с врожденными заболеваниями глаз, в ходе которых была обнаружена связь между повреждением центральной нервной системы и врожденным заболеванием глаз. Она получила докторскую степень до 1904 года.